# Szváziföld vasúti közlekedése
Szváziföld vasúthálózata 301 km hosszú, mely 1067 mm-es nyomtávolsággal épült ki. A hálózaton csak teherforgalom zajlik, személyszállítás nélkül. Az ország nemzeti vasúttársasága az Eswatini Railways (ESR) (korábban használt neve: Swazi Rail).

## Vonalak
Az országban három fő vasútvonal van: a Goba, a Komatipoort és a Richards Bay vasútvonal.
- Goba vasútvonal: Matsapha város és Mlawula város között húzódik,  lehetővé teszi a kapcsolódás Maputo kikötőjébe (ami Mozambik területén fekszik).
- Komatipoort vasútvonal: Komatipoort (Dél-Afrika) és Mpaka között teremt kapcsolatot.
- Richards Bay vasútvonal:  Richards Bay (Dél-Afrika) és Siphofaneni/Phuzumoya között teremt kapcsolatot.

## Vasúti kapcsolata más országokkal
- Dél-afrikai Köztársaság - igen
- Mozambik - igen

## Jövőbeli tervek
2012 januárjában bejelentették a Swazilink tervet, miszerint épülni fog egy új vasútvonal a Dél-afrikai Köztársaság felé, kizárólag teherszállításra. A vonal csatlakozni fog a Richard Bay vonalhoz.